# المشاعر المعادية للتايوانيين
المشاعر المعادية للتايوانيين تشير إلى عدم المحبة أو الكراهية العامة تجاه الشعب التايواني أو الثقافة التايوانية. وغالبًا ما ترتبط المشاعر المعادية للتايوانية (反臺灣) بالمشاعر المناهضة لاستقلال تايوان (反臺獨)، ولكنها قد تختلف عنها.

## جمهورية الصين الشعبية
في القرن الحادي والعشرين، برزت نزعة جينغوية مناهضة لتايوان بسرعة في جمهورية الصين الشعبية، وخاصة على الإنترنت الصيني.
أنكرت الحكومة الصينية أحيانًا وجود مشاعر معادية لتايوان في الصين القارية، مُصرّةً على أن السكان يعارضون استقلال تايوان فحسب. وفي عام ٢٠١٦، أعلن مكتب شؤون تايوان أنه "لا توجد مشاعر معادية لتايوان بين سكان الصين القارية، وإنما فقط معادية لاستقلال تايوان".